# Anthea Stewart
Anthea Stewart   (Blantyre, 20 de novembre de 1944) fou una jugadora d'hoquei sobre herba zimbabuesa que va competir durant les dècades de 1960 i 1970. Entre 1963 i 1974 competí amb Sud-àfrica. És la mare del saltador Evan Stewart.
El 1980 va prendre part en els Jocs Olímpics de Moscou, on guanyà la medalla d'or en la competició d'hoquei sobre herba.